# Paul Junker
Paul Junker (* März 1952 in Hütschenhausen) ist ein deutscher Politiker (CDU). Er war von 2009 bis 2017 Landrat des Landkreises Kaiserslautern.

## Leben
Paul Junker wurde im März 1952 in Hütschenhausen geboren. Nach dem Abitur am Gymnasium Landstuhl leistete Paul Junker seinen Wehrdienst in Zweibrücken. Einem Lehramtsstudium in Landau folgten über 20 Jahre Tätigkeit als Lehrer an der Schule für Lernbehinderte in Kusel. Von September 2000 bis Dezember 2009 arbeitete Junker als hauptamtlicher 1. Beigeordneter der Verbandsgemeinde Ramstein-Miesenbach, unmittelbar anschließend, bis Dezember 2017, als Landrat für den Landkreis Kaiserslautern.
Paul Junker ist verheiratet und hat zwei erwachsene Söhne.

## Politik
Ehrenamtlich betätigte sich Paul Junker seit 1974 in der Kommunalpolitik:
- Mitglied des Gemeinderates Hütschenhausen 1974–2000
- Ortsbürgermeister in Hütschenhausen sowie Mitglied des Verbandsgemeinderates Ramstein-Miesenbach von 1979 bis 1989 und von 1994 bis 2000
- Mitglied des Kreistages von 1984 bis 2017

Paul Junker trat mit 21 Jahren in die CDU ein und wurde 1979 mit 27 Jahren in seiner Heimatgemeinde Hütschenhausen jüngster Ortsbürgermeister Deutschlands. Im Jahr 2000 wurde er zum hauptamtlichen Beigeordneten der Verbandsgemeinde Ramstein-Miesenbach gewählt und beendete damit seine Tätigkeit als Lehrer. Ein Jahr später kandidierte er erstmals als Landrat im Kreis Kaiserslautern und unterlag Amtsinhaber Rolf Künne (SPD.) Bei der Wahl im Jahr 2009 holte Junker bereits im ersten Wahlgang die erforderlichen Stimmen.
Die Ernennung zum Landrat erfolgte am 9. Dezember 2009. Am 9. Dezember 2017 wurde Paul Junker in den Ruhestand verabschiedet.
In seiner Zeit als Landrat fielen Projekte wie die Vorbereitung der flächendeckenden Breitbandversorgung, die Restrukturierung und Weiterentwicklung des Abfallwirtschaftsbetriebs „ZAK“ sowie das Erstellen eines Abfallwirtschaftskonzepts gemeinsam mit der Stadt Kaiserslautern, außerdem die Aufnahme der Komplettsanierung des denkmalgeschützten Verwaltungsgebäudes, die Erstellung eines Leitfadens zur Verbesserung des Alltagsradverkehrs, der Beitritt zum Kommunalen Entschuldungsfonds des Landes Rheinland-Pfalz oder die Gründung einer Energiegesellschaft gemeinsam mit den Pfalzwerken.
Schwerpunkte seiner Tätigkeit waren außerdem die Wirtschaftsförderung, die bestmögliche Bauunterhaltung der Schulen in Kreisträgerschaft sowie die Unterhaltung und der Ausbau der Kreisstraßen. Er unterstützte die beiden Orchester des Landkreises, das Symphonische Blasorchester (SBO) und das Sinfonieorchester (SOKL), ebenso die Kreismusikschule und die jährliche Veranstaltungsreihe „Musik im Kreis“.

## Sport
Paul Junker gründete 1978 in Hütschenhausen den 1. BC Westpfalz, der sich später zum 1. BCW Hütschenhausen umbenannte. Er war viele Jahre Vorsitzender des Vereins, aber auch Jugendleiter und Jugendtrainer. Die Jugendmannschaften führte er zu mehreren verschiedenen Meisterschaften bis hin zur Deutschen Mannschaftsmeisterschaft. Aus dieser Mannschaft wurden einige Spieler in die deutsche Nationalmannschaft berufen. Als sportlicher Leiter des Vereins betreute er die erste Mannschaft, welche einige Jahre sehr erfolgreich in der 2. Bundesliga spielte.